# Riflesso di prensione palmare
Il  riflesso di prensione palmare è un riflesso comune di tutti i bambini appena nati e compare intorno al primo mese. Appartiene al campo dei riflessi neonatali ed è uno dei tre riflessi prensili. Si tratta di una contrazione riflessa dei muscoli flessori. 

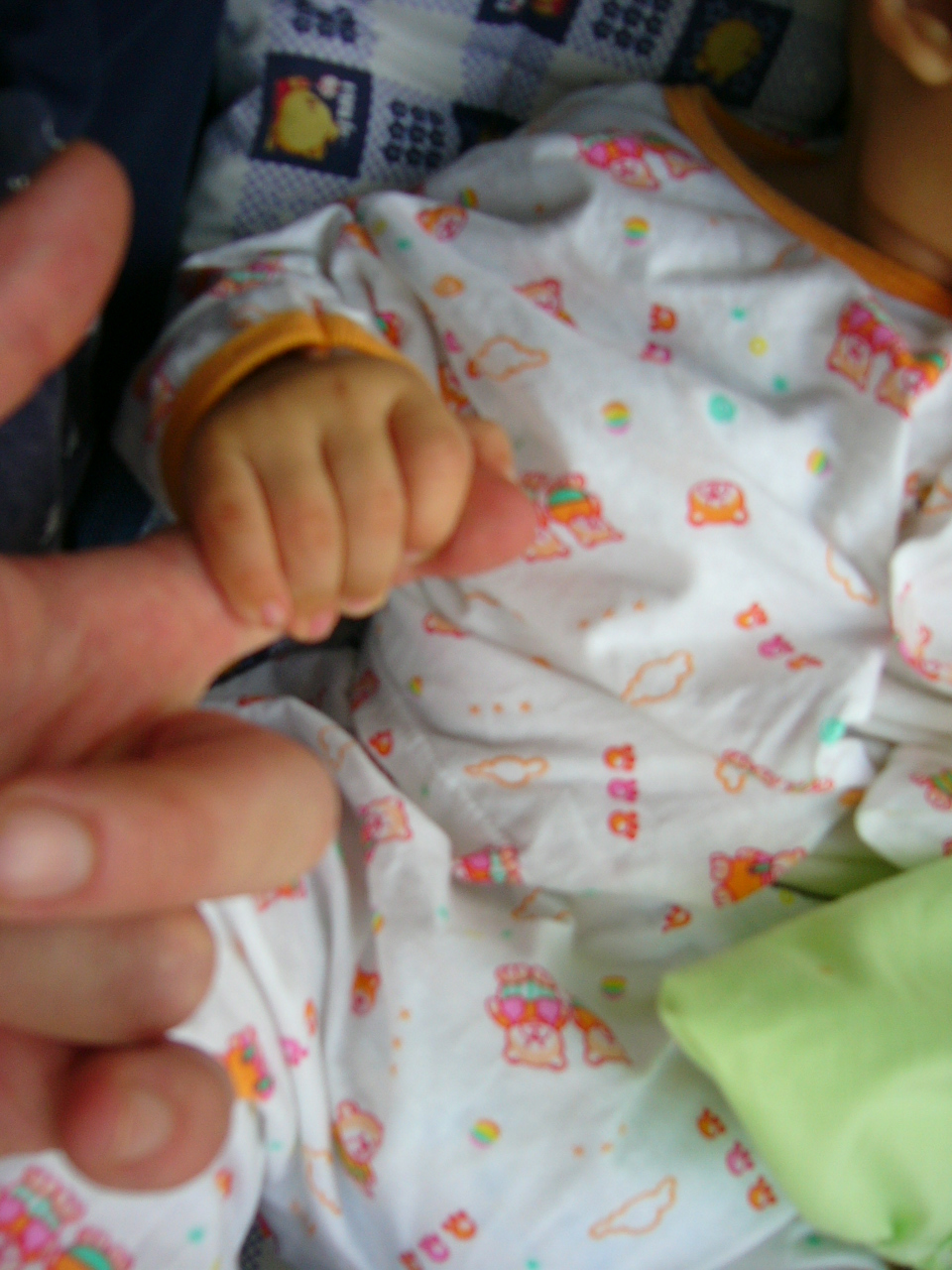
Riflesso di prensione palmare nel neonato

## Descrizione
Nei bambini appena nati si riscontra questo riflesso quando si fa scivolare un oggetto, solitamente allungato, lungo il palmo della mano. Di istinto i neonati stringeranno le dita formando il pugno, tipico è il caso del dito che stringono. Si pensa questo riflesso sia preparatorio alla prensione volontaria.

Tale riflesso tende a scomparire dopo due o tre mesi dalla nascita, anche se è stato dimostrato che è l'ultimo dei riflessi del neonato a scomparire, quasi ad un anno di vita. Studi stanno cercando di comprendere se tali riflessi possono essere riscontrati in adulti, ma con pochi risultati.